# RS Sagittarii
RS Sagittarii eller HD 167647 är en dubbelstjärna i den södra delen av stjärnbilden Skytten. Den har en högsta kombinerad skenbar magnitud av ca 6,01 och är mycket svagt synlig för blotta ögat där ljusföroreningar ej förekommer. Baserat på parallax enligt Gaia Data Release 3 på ca 2,29 mas, beräknas den befinna sig på ett avstånd på ca 1 420 ljusår (ca 440 parsek) från solen. Den rör sig bort från solen med en heliocentrisk radialhastighet på ca 10 km/s.

## Observation

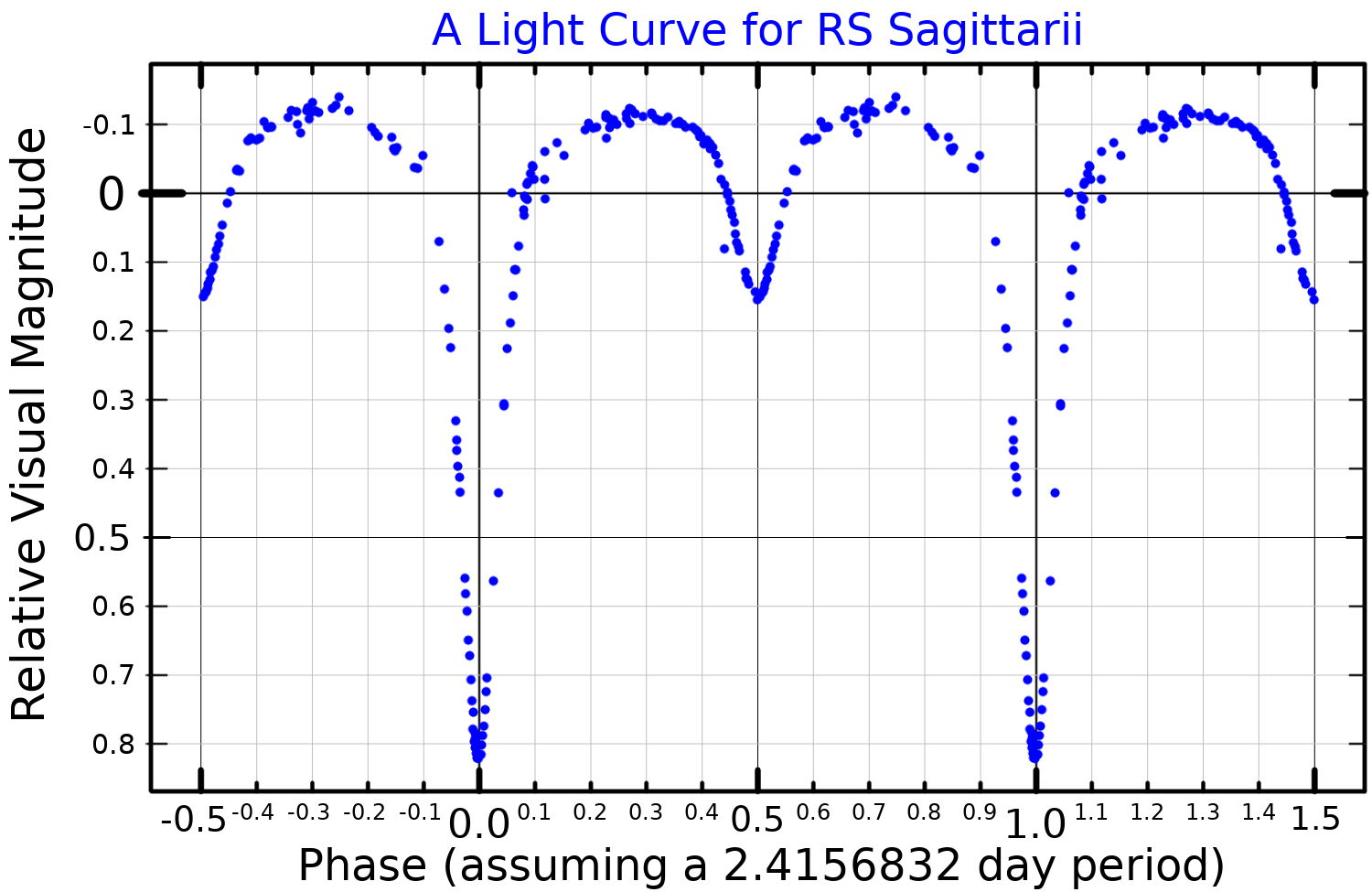
Ljuskurva i synliga bandet för RS Sagittarii plottade från Shobbrook. (2005)

Variabiliteten hos RS Sagittarii misstänktes initialt av B. A. Gould 1879 och bekräftades av A. W. Roberts 1895. Roberts fastställde att detta var en variabel av Algoltyp med en period på 2,416 dygn. I sin 1915 studie av förmörkande binärer, listade H. Shapley en låg omloppsexcentricitet på 0,091 för dubbelstjärnan. Han ansåg båda förmörkelserna vara partiella, men först efter att ha korrigerat för randfördunkling. R. S. Dugan och F. W. Wright fann 1939 bevis som tydde på att perioden varierade.
R. L. Baglow fann 1948 en väsentligen cirkulär bana med en primärstjärna av spektralklass B5. År 1986 kunde O. E. Ferrer och J. Sahade extrahera spektral information om följeslagaren och fann att systemet består av vanliga huvudseriestjärnor i klasserna B5 V och A2 V. Vätealfa-emissionslinjer tydder på att stjärnorna interagerar. Systemet verkar vara fristående och kan redan ha genomgått en massutbytesfas.
RS Sagittarii har gemensam egenrörelse med stjärnorna med 9:e magnituden TYC-7400-1102-1 och HD 167669, stjärnor av 9:e magnituden, och de skulle kunna bilda ett fyrdubbelt system. Alla banor skulle ta hundratusentals år att genomföra. TYC-7400-1102-1 är en huvudseriestjärna av spektraltyp A1 med en massa som är ungefär dubbelt så stor som solens, medan HD 167669 är en något ljusare B9 huvudseriestjärna med en massa ungefär tre gånger solens. HD 167669 har i sig en nära optisk följeslagare, men den verkar vara mycket mer avlägsen. Tillsammans med RS Sagittarii har dessa stjärnor Washington Double Star Catalogue-beteckningen WDS J18176-3406.

## Egenskaper
Primärstjärnan RS Sagittarii A är en blå stjärna i huvudserien av spektralklass B5 V och är en Algolvariabel med en period av 2,416 dygn Den har en massa som är ca 7,2 solmassor, en radie på ca 5,1 solradier och utsänder från dess fotosfär energi motsvarande ca 1 350 gånger solen vid en effektiv temperatur av ca 15 500 K.
Följeslagaren RS Sagittarii B är en vit till blå stjärna i huvudserien av spektralklass A2 V. Den har en massa som är ca 2,4 solmassor, en radie på ca 4,1 solradier och utsänder från dess fotosfär energi motsvarande ca 89 gånger solen vid en effektiv temperatur av ca 8 800 K.